# Zsidók
A zsidók (héberül: יְהוּדִים, Jehudim; jiddisül: ייִדן, Jidn) ókori közel-keleti nép, valamint a magukat ettől a néptől (izraeliták) származtató, illetve a zsidó vallást követő, a világ minden részén élő emberek – kulturálisan és nyelvileg heterogén összetételű – közössége.
A 2020-as években a világszerte élő zsidók több mint 85%-a két országban él: az Egyesült Államokban és Izraelben.

## A név eredete, használata
A zsidó név végső soron a héber Júda vagy Jehuda törzsnévre vezethető vissza (lásd: Júda). A népnév héber megfelelője jehudi, יהודי. Egyéb nyelveken szintén e szó különböző alakváltozataival jelölik a zsidó népet, például görög: judaiosz, Ιουδαιος, latin iudeus (azaz Iudaea tartománybeli), német Jude, angol Jew, francia juif, spanyol judío.
A zsidókat az ókorban hébereknek is nevezték, egyes nyelveken a mai napig a héber népnév alakváltozataival jelölik őket (például olasz ebreo, orosz еврей, jevrej, román evrei). A 19. századtól a 20. századi rendszerváltásig a magyarországi zsidók gyakran inkább az izraelita, mintsem a zsidó névvel jelölték önmagukat.

### Meghatározása és kialakulása
A zsidó hagyomány szerint - amit nagy részben a régészeti leletek és a nyelvészeti kutatások valamint genetikai vizsgálatok is alátámasztanak - a zsidóság a Közel-Keletről, pontosabban Levante térségéből származik.
Ebben a térségben laktak az ókori héberek, majd első és később második száműzetésük alatt is maradt folytonos jelenlétük.
Ma Izrael állama is nagyrészt az ókori héberek által lakott területen fekszik.
Izrael a zsidó államként ismert ország. A zsidók az ókori héber népességtől származtatják magukat.
Ez a hagyomány a lehető legteljesebb mértékben bizonyított a legújabb kori kutatások eredményeképp.
Izrael mint népnév első történeti említése Merneptah fáraó sztéléjén olvasható. Ez az ún. egyiptomi kivonulás feltételezett időszaka utánra datálható.
Külön érdekesség, hogy bár a héber népesség öröksége több téren is mutat kulturális folytonosságot az azt megelőző kánaáni kultúrával - ami a környező nyugatsémi kultúra szerves része -, ugyanakkor a héber kultúra eredete mind a zsidó hagyomány szerint, mind a szakterület kutatói szerint szoros rokonságot mutat az ókori mezopotámiai civilizációval is.
Ezen rokonság igen sokrétű és összetett.
Ennek több oka is lehet. Az egyik lehetséges oka, hogy a zsidó hagyomány szerint Ábrahám - a zsidóság első ősapja - Mezopotámiából származik, s feltehetőleg, amennyiben történeti személyként létezett, kizárásos alapon legkésőbb az óbabiloni kor idején hagyhatta el a fejlett mezopotámiai világot. Ennek nyoma maradt a héber törvénykezésben, ami számos egyezést és párhuzamot mutat a nyugatsémi amurrú törvénykezéssel. Az amurrú törvénykezési hagyományok a nagy babiloni uralkodó Hammurapi babiloni király törvénygyűjteményébe is belekerültek.
A rokonság második rétege a héberek első száműzetése, az ún. babiloni fogság jelentős időszakának terméke.
A zsidóság történetének ezen, talán legjelentősebb fejezetében alakult ki a területi identitástól jóval függetlenebb, életképes diaszpóra-lét.
Ez alapozta meg a ma ismert zsidóság szerkezeti és ideológiai felépítését. Ezen fejlődés legjelentősebb eseménye a Szóbeli Tan írásba foglalásának igénye és kezdete, ami csak jóval a második száműzetés kezdete után fejeződött be.
A Szóbeli Tan az Írásbeli Tan - a tulajdonképpeni Tóra - sokszor gyakorlati, magyarázó jellegű, de igen sokrétű, és folytonosan bővülő kiegészítése.
Ez a zsidó hagyomány szerint a mózesi tóraadás idejétől kezdve öröklődött nemzedékről nemzedékre.
Ez a hagyomány a Talmud tartalmának és témainak alapja is.
Mindezzel párhuzamosan, meg kell említeni, hogy a zsidó hagyomány a héber nép létrejöttét az ún. egyiptomi kivonulástól számítja, amint az a Biblia történeteiből is ismert.
Ezen esemény történeti szempontból vitatott a korabeli egyértelmű írásos bizonyítékok hiányában.
Ennek ellenére jogos lehet Josephus Flavius feltételezése, mely szerint az ókori héberek jelenléte ókori Egyiptomban nem más, mint az ún. hükszosznak nevezett közel-keleti sémi nyelvű népesség uralmának időszaka, vagy részben hatással lehetett a zsidó nép kialakulására, illetve a Teremtés és a Kivonulás történetéhez is alapmotívumokkal szolgált.
A zsidóság története igen igen hosszú az emberiség történetének egészéhez viszonyítva.
Ha beleszámítjuk az ókori héberek történetét - amely az ősi mezopotámiai kultúrában gyökerezik - akkor a zsidó nép története az egyik legrégebb óta folytonos és mai napig fennmaradt etno-vallási csoport.
Egyedi népcsoport, közös identitással, és saját, speciális vallással.
A zsidóság mint népcsoport jórészt genetikai rokonságot mutat a többi, Levante térségéből származó népesség leszármazottaival.
A zsidó vallás az első megmaradt egyistenhit az emberiség történetében. Hiedelemvilágának és szertartásainak több tétele a kereszténység és az iszlám alapja is lett.
A héber nyelv, melynek klasszikus változata a zsidó liturgia nyelve, és modernizált változata Izrael államának hivatalos nyelve, sémi nyelv, rokonságban áll az arab, arámi és egyéb sémi nyelvekkel.
A zsidóság száműzetései során a hébert a hagyomány átörökítésére és liturgiai célokra használta. Párhuzamosan érdekes keveréknyelvek alakultak ki a helyi diaszpóra nemzsidó nyelve, és a héber/arámi szókészlet és kifejezésmódok keveredéséből.
Ennek leginkább fennmaradt és ezért legjobban tanulmányozható példája a jiddis nyelv.
A héber írás ma ismert formája az ún. birodalmi arámi alfabetikus írásrendszer.
Ezen ábécé először az Újasszír Birodalom idején került hivatalosan használatba. Formailag a zsidóság babiloni diaszpórája óta gyakorlatilag változatlan, a mai napig.
Elődje, az ún. föníciai ábécé, minden ismert alfabetikus írásrendszer őse.
Az ókori héberek a föníciaihoz igen hasonló, azzal gyakorlatilag megegyező ábécé-t használtak a babiloni fogság időszakáig.

## Történelem

### A diaszpóra

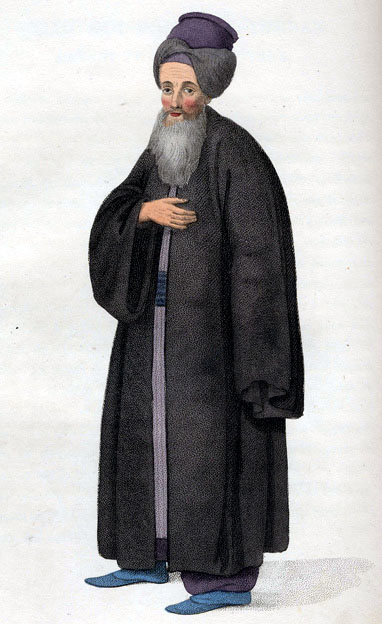
Az Oszmán Birodalomból származó zsidó férfi festménye, 1779

A diaszpóra szétszóratást jelent, héberül galut.
A zsidóság Bár Kochba vezető nevével fémjelzett 2. századi szabadságharcának (Bar Kohba-felkelés) leverése után Róma kegyetlen megtorlásba kezdett. A felkelés kirobbantásában nagy szerepe volt rabbi Ákivának, akinek nagy számú követője volt, és Bár Kochbáról kijelentette, hogy ő a messiás. Az életben maradt zsidók és akiket nem hurcoltak el rabszolgának, kénytelenek voltak elhagyni az ősi földet. 
A Földközi-tenger partvidékén már korábban jelentős létszámban éltek közösségek (Törökország, Itália, Dél- Spanyolország, Görögország). A zsidók azért telepedtek le itt, mert ezek jelentős kereskedelmi helyek voltak. Itt kereskedtek is, nem csak pásztorkodtak.
Rómában, Görögországban, Alexandriában voltak a nagyobb zsidó kulturális központok.
Az alexandriai Philón ennek a korszaknak az egyik legnagyobb zsidó tudósa volt, és Tóra (Mózes könyve) kommentárjairól, értekezéseiről vált híressé.
I. sz. 200-500 körül Babilonba került át a szellemi élet jelentős része.
Létrejött a Talmud, melynek központi része a Misna.
A második jeruzsálemi Szentély lerombolása (i. sz. 70) után megszűntek az áldozatbemutatások és zarándok ünnepek (4 volt évente), ezek helyét az imádságok vették át. Új szabályelveket kellett a rabbiknak felállítani, egy új zsidó életforma alapjait kellett lerakni. Ezek a szabályrendszerek az élet minden területét átfogták és gyakorlati útmutatásként szolgáltak, szolgálnak. Kialakult a rabbinikus judaizmus.

#### Európa
Az európai zsidóság két nagy csoportra oszlik: a szefárdok a nyugati, míg az askenázik a keleti részén (pl. Galícia). Utóbbiak a németre alapuló jiddis nyelvet használják.
A zsidók már az ókortól kezdve, de különösen a kora középkorban tömegesen telepedtek az európai államokban.
Az 5. században a mai Franciaország területének lakói felvették a kereszténységet, és az első frank uralkodó erőszakos térítésbe kezdett.
Zsidókkal is fel akarták vetetni a keresztény vallást, azért kikötötték, hogy addig nem érintkezhettek keresztényekkel, míg maguk is azzá nem váltak. Erőszakkal kereszteltek. A zsidók nem voltak hajlandóak feladni hitüket, így beszűkült a kereskedelem.
Dagobert 623-ban a zsidókat kitiltotta a Frank Birodalom területéről, akik az akkor még lazán kapcsolódó Dél-Franciaország területére menekültek, ahol a közösségek virágzásnak indultak.
Nagy Károly (768-800) - a Karoling-dinasztia képviselője német-római császár lett. Helyre akarta állítani a Nyugatrómai Birodalmat. Meghódította a mai Németország területét, Itáliát, Belgiumot, Spanyolországot, a Kárpát-medencét, az egykori római Pannoniát, a Duna határáig. Erőszakos keresztény hittérítést folytatott.
A zsidóság létszáma megnövekedett ezen az összevont területen. Károly felismerte ennek hasznát. Kereskedelmi kapcsolataik révén - a rádhániták által - a zsidók kapcsolattartókká lettek az egyes területek között. A gazdasági helyzet jobb lett. Kiváltságként a zsidó települések települési autonómiát kaptak, melyeknek élén a zsidó magister állt.
Nagy Károly fia Jámbor Lajos uralkodásának ideje alatt újra elkezdődött a zsidó üldöztetés, mivel az uralkodó erős katolikus befolyásolás alatt állt. Halála után 3 részre szakadt szét a Frank Birodalom:
- 1. Nyugati Frank Birodalom → mai Franciaország
- 2. Keleti Frank Birodalom → mai Németország,
- 3. Lotaringia német hatás alá került

Ezeken a területeken tartományurak uralkodtak, a hatalom nem volt centralizált, erősödött a klérus befolyása. A zűrzavaros helyzetből Németország területére indult meg a zsidók menekülése, különösen azután, miután I. Ottó itt megerősítette a központi hatalmat. Ők voltak az askenázi, Kelet Európából elszármazott zsidók, akik kezdetben németül, majd e nyelv elferdítéséből származó jiddis nyelven beszéltek. I. Ottó országában is viszonylagos szabadságot élveztek a zsidó közösségek. Általános önvédelmi okokból gettókban (olasz szó) telepednek le. Köln, Worms, Mainz a virágzó szellemi élet központjai. Híres talmud iskolák jöttek létre. Gersom rabbi munkássága kiemelkedő.
A keresztes háború idején veszélyben voltak ezek a virágzó közösségek, mert nagy számban indultak meg ezek ellen a csapatok. Remete Péter végig fosztotta Németországot.
A 8-9. században az iszlám és a kereszténység szorításában a kelet-európai sztyeppéken élt kazárok népe testületileg a zsidó vallást vette fel. Ez némi genetikai rokonságot is eredményez a mai zsidók bizonyos ága és közöttük.
A 11. századtól kezdve a zsidóság szellemi központja a keresztény Európába tevődött át. A keresztények Jézus gyilkosait látták bennük, s mivel a zsidók állhatatosan kitartottak ószövetségi hitük mellett, Európa-szerte gyakoriak voltak az üldözések. Amikor a keresztények kiűzték a Pireneusi-félszigetről a mórokat, megváltozott a zsidók helyzete is. A 14. században már erőszakkal igyekeztek keresztény hitre téríteni őket. Ekkor jött létre az ún. marranók csoportja, a színleg katolikus vallásra tért zsidóság rétege. 1492-ben a spanyolok minden meg nem keresztelt zsidót kiűztek az országból.
A szefárdok (ibériai zsidók) ekkor Észak-Afrikában, az Oszmán Birodalom nyugati részén kerestek menedéket, mert a muszlimok jobban megtűrték őket, mint a keresztények. Tömeges kivándorlás indult meg Spanyolországból Franciaország, főleg annak déli vidékei felé is. Ott a közösségek ekkor viszonylagos szabadságot élveztek. Ebben az időszakban terjedt a Zóhár, a kabbala leghíresebb műve.
Közép- és Kelet-Európában az askenázi zsidók éltek. Német és osztrák területen ők is gyakori üldözéseket szenvedtek. Helyzetüket a 16. századi reformáció sem változtatta meg.
A zsidók Európa minden országában külön városnegyedekben (gettókban) voltak kénytelenek élni. Csak meghatározott foglalkozásokat űzhettek, nem utazhattak szabadon. Ruházatukon megkülönböztető jelet voltak kötelesek viselni. Az elnyomás azonban csak tovább erősítette bennük a különbözőség és kiválasztottság tudatát. Az elhivatottsággal kapcsolatban erős, egyetemes messianisztikus áramlat fejlődött ki (pl. Sabbatáj Cévi mozgalma a 17. században).
Közép-Európából már a középkorban sok zsidó menekült Lengyelországba, mert az ottani katolikus uralkodók jól bántak velük. A 18. század végén kb. 1 millió zsidó élt Lengyelországban (az összlakosság kb. 10 %-a). Itt, a 18. századi Lengyelországban jelentkezett a haszidok misztikus mozgalma. Alapítója, Izrael Baol Sem Tov (1700-1760) azt hirdette, hogy Istennel misztikus kapcsolatot lehet és kell kialakítani.
1792-ben a francia forradalmi gyűlés kimondta a zsidók egyenjogúságát. Hamarosan Hollandia is követte a példáját, majd 1848-1870 között Nyugat-Európa számos országa.
A 19. század folyamán Nyugat-Európában polgárjogot és vallásszabadságot nyert zsidóság kötelességének érezte, hogy alkalmazkodjon a társadalomhoz, amely befogadta őket. Létrejött egy sajátos zsidó felvilágosodás-mozgalom (hászkálá) Moses Mendelssohn vezetésével. A keresztény és zsidó etika és néhány vallási alapelv azonosságára vagy hasonlóságára hívták fel a figyelmet. Későbbi követőik már elvetették a Talmudot, sőt az isteni kinyilatkoztatás jelentőségét is. Sokan a kereszténység felé sodródtak, mások az ateizmus hatása alá kerültek.
Ugyanakkor Kelet-Európában, Oroszországban 1882-ben, majd később Lengyelországban is módszeres zsidóüldözésekre, pogromokra került sor. A közösségek sok embert vesztettek, sokat szenvedtek ebben az időben. Védekezésképpen magukba zárkóztak, de igen erős hitéletet fejlesztettek ki. Ekkor indult meg a zsidók tömeges kivándorlása Palesztinába és az Egyesült Államokba, ahol szívesen fogadták őket.
Az európai zsidóság egy részének erőteljes asszimilálódása ellenére a 19. század második felében erős antiszemitizmus terjedt el Európa-szerte. A németek később, Hitler vezetésével hivatalos ideológiájukba (nácizmus) építették be az antiszemitizmust, a zsidók üldözését. Ez a második világháború idején 6 millió zsidó kivégzéséhez vezetett.
Az antiszemitizmus elleni reakcióként lépett fel a 19. század végén a zsidó cionista mozgalom. Ennek célja a zsidóság Palesztinába való visszatérésének elősegítése és az önálló zsidó állam megalapítása volt. A mozgalom eszmei vezére Theodor Herzl a Judenstaat (A zsidó állam) című könyvében fogalmazta meg a cionizmus lényegét. A cionisták törekvései csak 1948-ban, a nagy világégés, a holokauszt, a "vészkorszak" után, Izrael állam létrejöttével valósultak meg.
A kortárs zsidó diaszpóra élete sok kutatás tárgyát képezi. Különösen a zsidó identitás közös nevezőit keresik, és választ adnak arra a kérdésre, hogy mit jelent ma zsidónak lenni. Olaf Glöckner és Marcela Menachem Zoufalá kutatók kijelentik, hogy a közép-európai kortárs zsidó élet legfontosabb közös nevezői a következők: „Intenzív szembenézés a holokauszt örökségével és a lankadatlan antiszemitizmus, ugyanakkor a hagyományos zsidó tanítás és kultúra nagy elismerése a nem zsidó európaiak jelentős részéről.“

### Amerika és a világ többi része
Amerikában szinte már e világrész felfedezése óta éltek zsidók. A szefárdok és marranók vándorútja előbb Közép- és Dél-Amerikába vezetett: Mexikóba, Peruba és Brazíliába. A marranókat azonban mindenhol üldözte a spanyol és portugál inkvizíció, és ahol érte máglyára hurcolta őket. Ezért később mindinkább  Észak-Amerika holland és angol gyarmatai felé fordultak. 
A 17-18. század folyamán számos szefárd zsidó kolónia létesült az észak-amerikai városokban. A 19. század folyamán megerősödött a zsidó bevándorlás az Egyesült Államokba. Számos német és osztrák zsidó vállalkozó és kereskedő létesített vállalatokat, üzleteket, és gazdagodott meg belőlük. Utánuk lengyel és orosz zsidók érkeztek. 
Észak-Amerika 1880–1914 között a nagyfokú zsidó bevándorlás által a világ legnagyobb zsidó centrumává nőtt (több mint 3 millió zsidó lakossal). Az Egyesült Államokon kívül jelentős zsidó kolóniák létesültek ebben az időben Kanadában, Argentínában, Brazíliában, továbbá más földrészeken, Dél-Afrikában és Ausztráliában is. Ennek a minden addiginál hatalmasabb zsidó kivándorlásnak oka a felerősödött kelet-európai zsidóüldözés, a fellángoló véres pogromok voltak.

## Kultúra

### Ókori
- Szent sátor (Istentisztelet)
- Ókori zsidó irodalom
- Ókori zsidó művészet

### Kortárs kultúra
- Zsidó esküvői hagyományok
- Zsidó színházművészet
- Zsidó viseletek
- Izrael kultúrája

### Vallás
- Tanakh - Tóra - Talmud - Háláchá
- Zsidó vallás
- Rabbinikus judaizmus
- Ortodox, konzervatív és reformjudaizmus

### Gasztronómia
- Kategória:Zsidó konyhaművészet
- Kóser